# Puteaux
Puteaux /pyˈto/ è un comune francese di 45 210 abitanti situato sulla riva sinistra della Senna, nel dipartimento dell'Hauts-de-Seine nella regione dell'Île-de-France.

## Geografia fisica

### Localizzazione
Situata sulla riva sinistra della Senna, la città di Puteaux confina con Neuilly-sur-Seine e Parigi (Bois de Boulogne) lato Senna, con Courbevoie a nord (la separazione avviene sul quartiere d'affari di La Défense), con Nanterre a ovest e Suresnes a sud. Il territorio di questo comune comprende la maggior parte dell'île de Puteaux, attraversata dal ponte di Puteaux e dal ponte di Neuilly (ponte preso in prestito dalla linea 1 della metropolitana di Parigi).

## Storia
La creazione della città risale al 1148, da parte dell'abate Sugerio di Saint-Denis e gli diede il nome di Putiauz.
La fondazione di Puteaux si inserisce in quella di diverse altre città della regione da parte dell'abate Sugerio, come Carrières-sur-Seine, Vaucresson o ancora Villeneuve-la-Garenne, con lo scopo di attirare la popolazione nella regione. Questo richiamo fu rafforzato da alcuni privilegi concessi dall'abate Sugerio.
Il nome Putiauz deriva dal francese antico putel, che significa "pantano" o "palude" e fa certamente riferimento allo stato in cui si trovava la zona di Puteaux prima della sua riqualificazione. Esiste un'altra etimologia, in cui il nome di Puteaux verrebbe dal latino puteoli, plurale di puteolus, che significa "piccoli pozzi" o "punto d'acqua", che spiega la quantità di pozzi decorativi installati un po' ovunque come simbolo della città. Il nome di Puteaux, a sua volta appare verso il XVI secolo o XVII secolo.
Il territorio apparteneva all'abbazia di Saint-Denis che, nel 1248, liberò i servi della gleba.
Nel 1698, il Duca di Gramont vi creò una proprietà principesca chiamata Faventine, che trasferì al Duca di Penthièvre..
Il 23 settembre 1835, a Puteaux, morì il compositore siciliano Vincenzo Bellini.

## Infrastrutture e trasporti

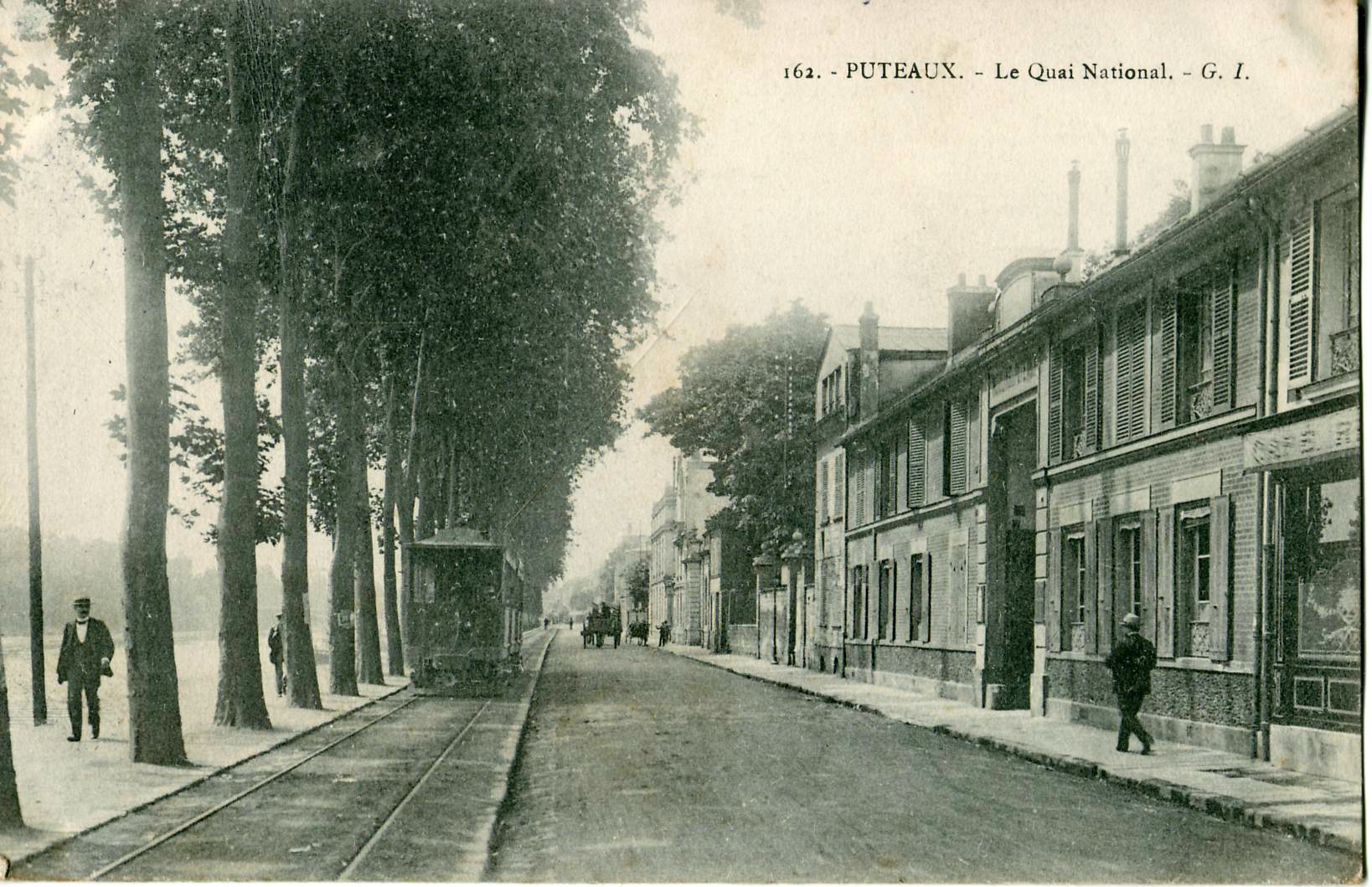
La città fu servita nel 1901 da una linea di tram che viaggiavano sulle banchine, utilizzata dalla compagnia di Tramways mécaniques des environs de Paris...

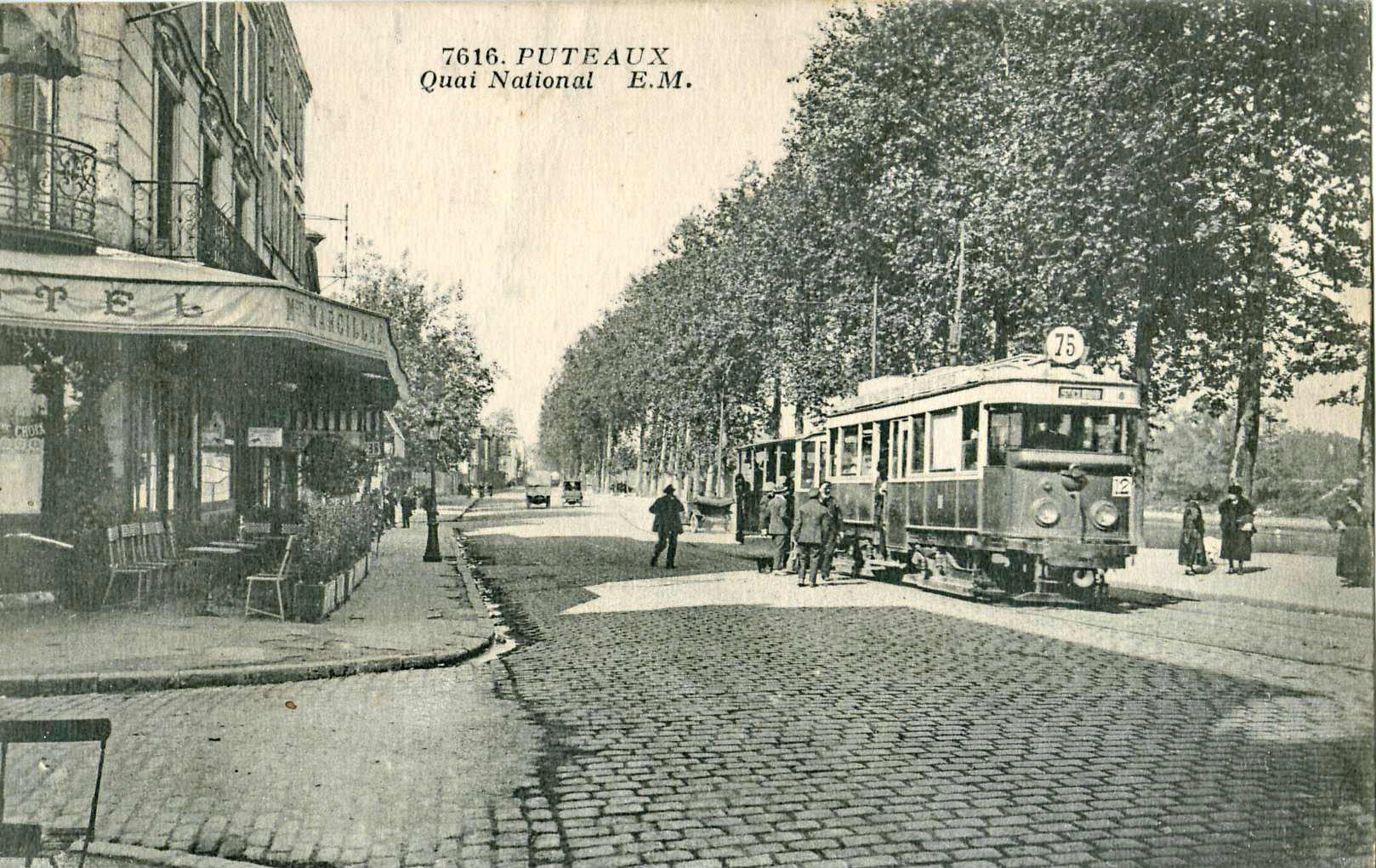
...poi dalla Société des transports en commun de la région parisienne

### Strade
La città di Puteaux è servita dalla route nationale 13 (N13), che dà accesso diretto a Parigi (Porte Maillot), via Neuilly-sur-Seine. Sulle rive della Senna, la route départementale 7 collega Puteaux ai comuni del nord e del sud di Hauts-de-Seine. Il ponte di Puteaux, che attraversa la Senna, offre un accesso diretto al Bois de Boulogne.

### Piste ciclabili
Sono disponibili poche piste ciclabili in città. La città ha tre stazioni del sistema di biciclette del servizio libero Vélib'.

### Trasporto pubblico

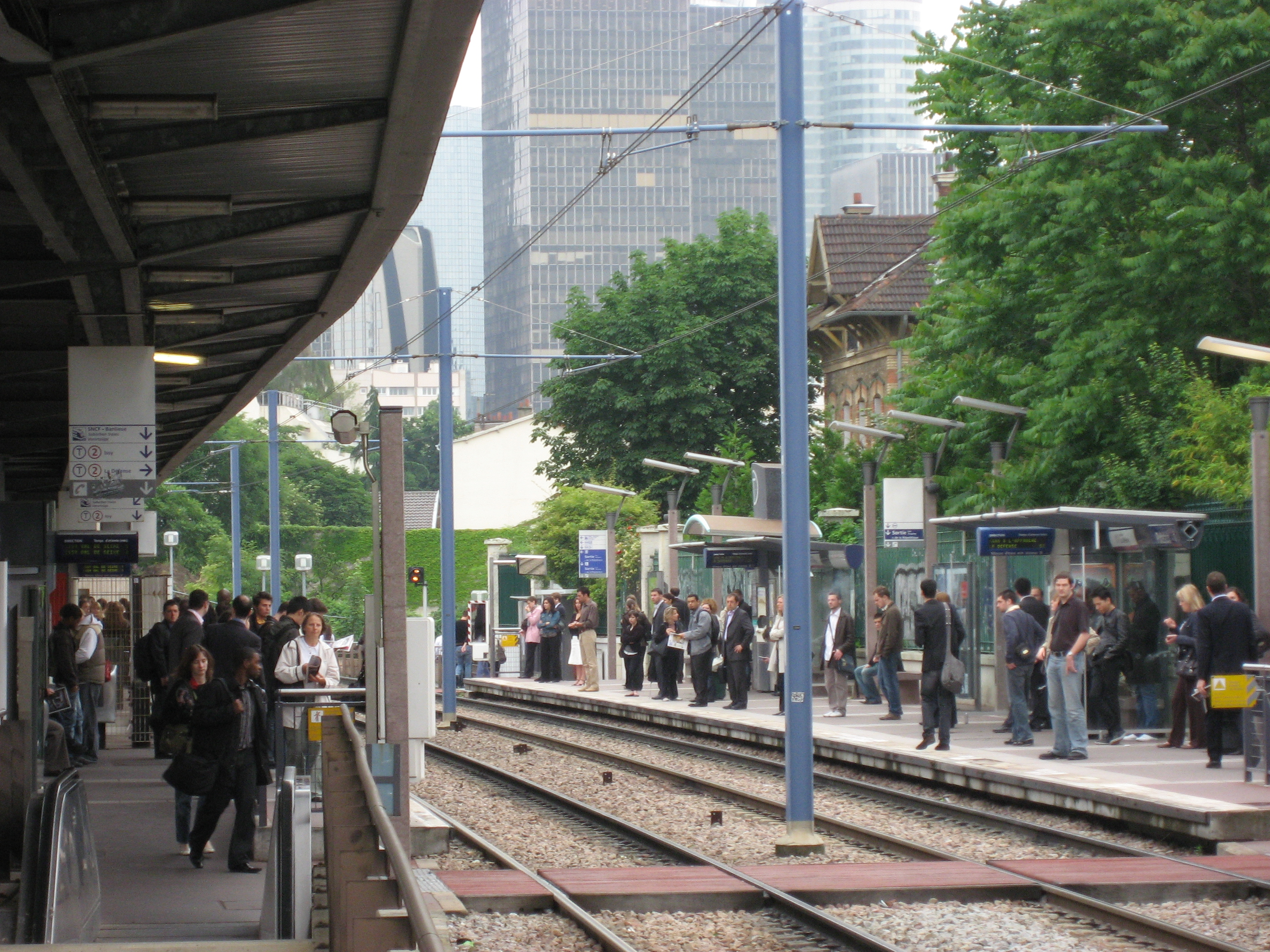
Banchine della linea T2 del tram a Puteaux

Il comune di Puteaux è servito da:
- : stazioni La Défense e Esplanade de la Défense,
- : stazione La Défense,
- : stazioni La Défense e Puteaux,
- : stazioni La Défense e Puteaux,
- RATP 73 93 141 144 157 158 159 '174 175 176 258 276 360.

La   è utilizzata per collegare Puteaux al quartiere degli Champs-Élysées in un quarto d'ora e al centro di Parigi (Municipio) in mezz'ora. È accessibile dal centro di Puteaux:
- sia direttamente, a piedi, unendo il quartiere degli affari da ponti o passaggi che collegano Puteaux a La Défense (ad esempio il passaggio delle Terres Blanches o il passaggio dell'Orme, da rue Arago, il passaggio delle Vignes, da rue Roque de Fillol, o per le scale di rue Édouard Vaillant),
- sia in corrispondenza del tram o del treno dalla Stazione di Puteaux,
- sia in corrispondenza del bus, in particolare con gli autobus 141 144 157 158 che permettono di raggiungere sia la stazione La Défense che la stazione Pont de Neuilly.

Il   e la   collegano il quartiere intorno alle stazioni Saint-Lazare e Opéra.

## Geografia antropica

### Urbanistica

#### Nomi antichi delle strade
| Nome attuale                | Nome storico               |
| --------------------------- | -------------------------- |
| rue Bernard-Palissy         | rue Charles X              |
| rue du Bicentenaire         | rue du Centenaire          |
| quai de Dion-Bouton         | quai National              |
| rue Jean-Jaurès             | rue de Paris               |
| rue Roque de Fillol         | rue des Coutures           |
| place Stalingrad            | place du Marché            |
| rue Lucien Voilin           | rue des Damattes           |
| rue de Verdun               | rue de Neuilly             |
| avenue du général de Gaulle | avenue du président Wilson |

#### Abitazioni
La città dispone di un ambiente molto diverso per dimensioni e qualità. Ci sono sia molte case o edifici di piccole dimensioni che di grandi dimensioni. L'ambiente degradato tende a regredire per far posto a nuovi edifici generalmente abbastanza curati. L'edilizia popolare rappresenta il 30% del totale.

#### Progetti di sviluppo
I progetti sono numerosi.
Oltre a un programma di ristrutturazione del suo centro storico (OPAH), la città è impegnata nello sviluppo di diverse aree:
- ZAC del teatro
- ZAC centro della città
- ZAC Pressensé
- ZAC Charcot
- ZAC dei Bergères.

Inoltre, diversi progetti per la zona di La Défense nel territorio di Puteaux, in particolare delle operazioni relative alla ricalibrazione della tangenziale sud.

## Società

### Evoluzione demografica
Abitanti censiti

## Amministrazione
La città è stata governata dal 1948 al 1969 da Georges Dardel (SFIO), poi dal 1969 al 2004 da Charles Ceccaldi-Raynaud (SFIO, RPR, UMP). Nel 2004, quest'ultimo ha dato le dimissioni per motivi di salute. Sua figlia, Joëlle Ceccaldi-Raynaud (UMP), primo assistente, è stata nominata al suo posto dal Consiglio Comunale. Dopo essere stata la deputata supplente di Nicolas Sarkozy sulla 6ª circoscrizione di Hauts-de-Seine (Puteaux / Neuilly-sur-Seine), Joëlle Ceccaldi-Raynaud ne è diventata la titolare con le elezioni legislative del giugno 2007.

### Gemellaggi
- Braga, dal 2001
- Esch-sur-Alzette, dal 1956
- Yavné, dal 1972
- Kati, dal 1985
- Mödling, dal 1956
- Offenbach am Main, dal 1955
- Velletri, dal 1958
- Zemun, dal 1956